# Shannon Forrest
Shannon Forrest (Easley, 22 agosto 1973) è un batterista e percussionista statunitense conosciuto principalmente per il suo lavoro da studio.
Come session drummer, ha lavorato con numerosi artisti, come Taylor Swift, Micheal McDonald e molti altri. Oltre ad essere un musicista è anche un produttore e un ingegnere del suono. Dal 2024 è membro dei Toto, di cui era già stato parte tra il 2014 e il 2019.

## Biografia

### Session work
Forrest ha iniziato la sua carriera lavorando con suo padre Otis Forrest al The Sounding Board Studio di Easley, SC. Lì ha registrato molti progetti con artisti tradizionali del gospel del sud e country locali. Passò a lavorare come turnista a Nashville, dove Forrest fu coinvolto nella registrazione di album di successo di Brooks & Dunn, Taylor Swift, Rascal Flatts, Carrie Underwood, Mary Chapin Carpenter, The Chieftains, Willie Nelson, Ricky Skaggs, Trisha Yearwood, Lee Ann Womack, Jerry Douglas, Merle Haggard, Tim McGraw, Josh Turner, Toby Keith, Alabama, Montgomery Gentry, Kenny Rogers, Michael McDonald e molti altri.

### Toto
Forrest è stato un membro dal vivo dei Toto dal 2014, prendendo il posto di Keith Carlock. La prima volta che Forrest ha suonato con i Toto è stata nel 2009 in occasione della loro introduzione nella Musicians Hall of Fame and Museum a Nashville . Forrest cita Jeff Porcaro e Lenny Castro come le sue maggiori influenze. Dopo lo scioglimento del 2019, i Toto tornarono nel 2020 con una nuova formazione che non incluse Forrest. Tuttavia, è stato annunciato sulla pagina Facebook della band che lui assieme al tastierista Greg Phillinganes sarebbero ritornati nella band a partire dal tour 2024.

### Dukes of September
Dal 2010 al 2012, Forrest ha suonato con Boz Scaggs, Michael McDonald, e Donald Fagen nel Dukes of September tour.

### Strumentazione
Forrest attualmente utilizza batterie Pearl Drums, piatti Paiste Cymbals, pelli Remo Drumhead, e bacchette Innovative Percussion. Prima di passare a Pearl Drums, è stato l'unico artista esclusivo di Brady Drum Company. 
Per il primo tour con i Toto, Forrest ha usato una batteria Brady Jarrah Ply con finitura rosso sparkle, montana su Pearl Icon rack.
Forrest suona anche Gon Bops Mariano Conga, Mariano bongo e Mariano Djembe.

### Premi
- Academy of Country Music Award for Drummer of the Year (sette volte)[7]

## Discografia
Questa sezione presenta un elenco parziale degli album a cui Forrest ha contribuito.

### 1994–99
- 1994: The Arnolds – Read Between the Nails (Cherish Music)
- 1994: The Freemans – In a High Wind (Goldenvine)
- 1996: Jeff Foxworthy – Crank It Up: The Music Album (Warner Bros.)
- 1997: The Kinleys – Just Between You and Me (Epic)
- 1997: Ricky Skaggs – Life is a Journey (Atlantic Records)
- 1997: Sheri Easter – Sheri (Spring Hill)
- 1997: The Bishops – Reach The World (Homeland)
- 1997: John Hager – October Road (PWD/Huge)
- 1997: Matt King – Five O'Clock Hero (Atlantic)
- 1998: Martina McBride – White Christmas (RCA)
- 1998: The Wilkinsons – Nothing but Love (Giant)
- 1998: Don Williams – I Turn the Page (Giant)
- 1999: Jennifer Day – The Fun of Your Love (BNA)

### 2000–04
- 2000: Alabama – When It All Goes South (RCA)
- 2000: Steph Carse – Steph Carse (H2E)
- 2000: Ricky Skaggs and Friends – Big Mon: The Songs of Bill Monroe (Skaggs Family)
- 2000: The Kinleys – II (Epic)
- 2000: Kenny Rogers – There You Go Again (Dreamcatcher)
- 2001: Jim Brickman – Simple Things (Windham Hill)
- 2001: Brooks & Dunn – Steers & Stripes (Arista Nashville)
- 2001: Chris Cagle – Play It Loud (Capitol)
- 2001: Wanessa Camargo – Wanessa Camargo (BMG Brasil)
- 2002: Bonnie Bramlett – I'm Still The Same (Koch Records)
- 2002: Art Garfunkel with Maia Sharp and Buddy Mondlock – Everything Waits to be Noticed (Manhattan)
- 2002: Toby Keith – Unleashed (DreamWorks)
- 2002: Shana Morrison – 7 Wishes (Vanguard)
- 2002: Joe Nichols – Man with a Memory (Universal South)
- 2003: Josh Turner – Long Black Train (MCA Nashville)
- 2004: Maura O'Connell – Don't I Know (Sugar Hill)
- 2004: Mindy Smith – One Moment More (Vanguard)
- 2004: Montgomery Gentry – You Do Your Thing (Columbia)
- 2004: Phil Vassar – Shaken Not Stirred (Arista Nashville)

### 2005–09
- 2005: Faith Hill – Fireflies (Warner Bros.)
- 2005: Carrie Underwood – Some Hearts (Arista Nashville)
- 2005: Trisha Yearwood – Jasper County (MCA Nashville)
- 2006: Brooks & Dunn – Hillbilly Deluxe (Arista Nashville)
- 2006: Matt Dusk – Back in Town (Decca)
- 2006: Toby Keith – White Trash with Money (Show Dog Nashville)
- 2006: Kenny Rogers – Water & Bridges (Capitol Nashville)
- 2006: Josh Turner – Your Man (MCA Nashville)
- 2007: Joe Nichols – Real Things (Universal South)
- 2007: Josh Turner – Everything Is Fine (MCA Nashville) – banjo, resonator guitar, acoustic guitar
- 2008: Trace Adkins – X (Ten) (Capitol Nashville)
- 2008: Jessica Simpson – Do You Know (Epic)
- 2009: Reba McEntire – Keep on Loving You (Valory)

### 2010–ad oggi
- 2010: Taylor Swift – Speak Now (Big Machine Records)
- 2010: Josh Turner – Haywire (MCA Nashville)
- 2012: Jana Kramer – Jana Kramer (Elektra Nashville)
- 2012: Josh Turner– Punching Bag (MCA Nashville)
- 2014: Tim McGraw – Sundown Heaven Town (Big Machine)
- 2014: Josh Thompson - Turn it Up (Show Dog)
- 2015: Don Henley – Cass County (Capitol)
- 2017: Josh Turner – Deep South (MCA Nashville)
- 2017: Michael McDonald – Wide Open (Chonin-BMG)
- 2018: Toto – Old Is New (Columbia)
- 2019: Toto – 40 Tours Around the Sun (Eagle)